# ألكسندر روب
ألكسندر رويب (بالهولندية: Alexander Rueb)‏ (27 ديسمبر 1882 - 2 فبراير 1959) كان محاميًا ودبلوماسيًّا هولنديًّا شغل منصب رئيس الاتحاد الدولي للشطرنج من سنة 1924 إلى سنة 1949.

## روابط خارجية
- ألكسندر روب على موقع مباريات الشطرنج (الإنجليزية)
- ألكسندر روب على موقع 365Chess.com (الإنجليزية)
- ألكسندر روب على موقع Chesstempo.com (الإنجليزية)